# 愛するがゆえに
『愛するがゆえに』（あいするがゆえに、原題：Aashiqui 2）は、2013年に公開されたロマンティック・ミュージカル・ドラマ映画。モーヒト・スーリーが監督を務め、アディティヤ・ロイ・カプール、シュラッダー・カプールが主演を務めている。1990年に公開された『Aashiqui』の続編だがストーリーに繋がりはない。2011年から製作が始まり、ケープタウン、ゴア州、ムンバイで主要撮影が行われた。

## キャスト
- ラーフル - アディティヤ・ロイ・カプール
- アールイー - シュラッダー・カプール
- ヴィヴェク - シャード・ランダワ（英語版）
- サイガル - マヘーシュ・タークル（英語版）
- アールイーの母 - スバンギ・ラトカール
- サミル・バイ - チトラク・バンドパディヤイ
- ラーフルの父 - マヘーシュ・バット（英語版）（声のみ）
- アーリャン - サリル・アーチャールヤ（英語版）

## 製作

### 企画

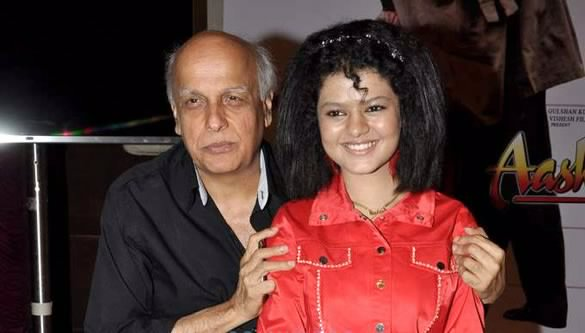
マヘーシュ・バットとパラク・マッチャール

2011年9月、マヘーシュ・バットとブーシャン・クマールが『Aashiqui』のリメイクを熱望していると報じられた。クマールは『Aashiqui』の監督を務めたバットに接触し、シャグフタ・ラフィークの書いたメロドラマ的な脚本に続編の可能性があると説得して製作を承諾させた。『Aashiqui』はインド映画史上最も優れたミュージカル映画の一つに挙げられており、多くのメディアはリメイク発表を否定的に報じ、スタッフがオリジナルと同じクオリティのサウンドトラックを作ることができるのか疑問視した。メディアの疑問に対して、バットは『Aashiqui』がやってのけたように『愛するがゆえに』でメロディアスな映画音楽の時代を復活させると宣言した。
監督にはマドゥール・バンダルカルが検討されたが、彼は別の企画に参加するためオファーを断っている。2011年11月には『Blood Money』の監督ヴィシャール・マハドカールの起用が報じられたものの、翌月には彼に代わりモーヒト・スーリーが監督を務めることが発表された。これについてバットは、「以前は企画のためにヴィシャールを呼びましたが、私たちはその考えを捨て、フレッシュな人物を発見しました。私たちはモヒートを監督に選びました」と語っている。複数のメディアでは本作をバットの監督作『Awaargi』のリメイクと報じていたが、バットは「『愛するがゆえに』はリメイクではなく、脚本はオリジナルです。それは成熟した感情を扱う現代的なラブストーリーです」と報道を否定している。

### キャスティング

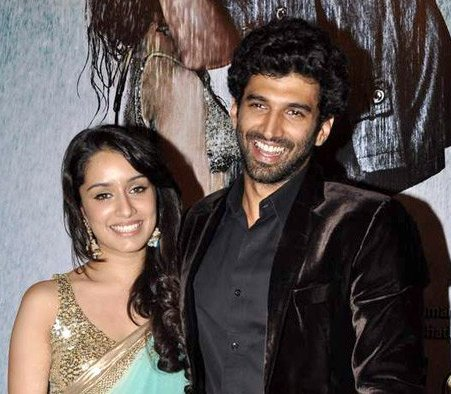
シュラッダーとアディティヤ

キャストには知名度のある俳優を起用することを避け、新しい俳優を探すために全国的なオーディションを行った。しかし、オーディションでは条件に合う俳優を発見できなかったため、この方針は撤回された。バットは、「それは悲惨なタレント・ハントでした。私たちはオーディションに参加した人々に度胸が欠けていることを発見しました。アマチュアな人々はオーディションに行きました……一定の才能のある人は何故リスクを負わないのか」と語っている。スーリーはアディティヤ・ロイ・カプールの写真を見て彼に会った際、主役として完璧だと判断して起用した。2012年6月にシュラッダー・カプールがヒロイン役に起用された。
バットはキャストについて、「シュラッダー・カプールは、2人の青年アディティヤ・ロイ・カプールとシャード・ランダワをリードする役割です。私たちは彼女の素晴らしい才能を発見しました。3人の俳優は全員、非常に挑戦的でドラマティックな役柄です」と語っている。スーリーは知名度のある俳優を起用したことについて、「人々は、新人俳優と映画を作っても観客は来ないと言いました。しかし、アディティヤとシュラッダーが私の映画で主役を演じたいと思っていることは確信できました。私と脚本家のラフィークは、彼らを主役として見ていました。アディティヤとシュラッダーは過去に失敗作に出演していたかも知れませんが、2人の才能を奪うことはありませんでした」と語っている。

### 撮影
2012年10月から主要撮影が始まり、ケープタウン、ゴア州、ムンバイで撮影された。南アフリカ共和国での撮影中、シュラッダーは床に跪いてアディティヤと会話するシーンを撮影した際、誤ってガラス片の上に跪いてしまい治療を受けることになった。また、アディティヤもケープタウンでの撮影中、中国の灯籠を照らすシーンで火傷を負っている。

## マーケティング

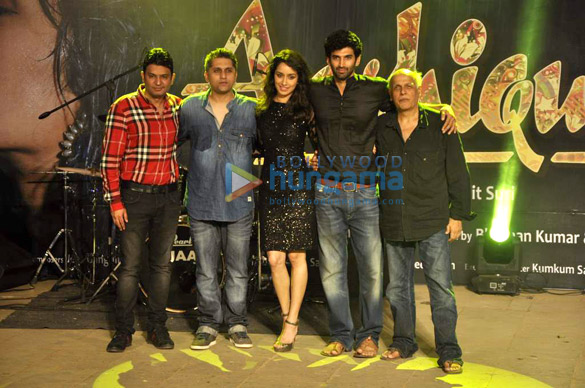
宣伝コンサートに参加するスタッフ・キャスト

2013年3月23日に最初の予告編が公開され、批評家や視聴者に好評された。予告編を最初に公開する他の映画とは異なり、本作では予告編よりも先に楽曲を公開した。最初に公開された「Tum Hi Ho」は視聴者から高い人気を集め、公開10日以内にYouTubeの再生回数が200万回を記録した。SNSではアマチュア歌手やギタリスト、DJなどが様々なバージョンの「Tum Hi Ho」の演奏動画を公開しており、YouTubeやTwitterで流行した。4月8日には、アディティヤとシュラッダーの映画ポスターが他の楽曲と共に公開された。楽曲の公開イベントでは、2人が映画のシーンをステージ上で再現している。同月中旬には劇場用予告編が公開され、批評家や視聴者から好評された。ボリウッド映画はプロモーションに数か月間かけるのが一般的だが、本作がプロモーションにかけた期間は3週間ほどだった。
また、楽曲を手がけた歌手が参加する宣伝コンサートが開催された。製作者は映画のジャケットを発売し、映画を象徴するシーンの彫像を作り、各劇場に配置した。公開日はロマンティック映画の内容に合わせて2013年2月14日（バレンタインデー）を予定していたが、製作の遅れから延期された。公開日は5月10日に変更されたが、最終的には4月26日にインド全域の2800スクリーン以上で公開された。映画はイギリス、アメリカ合衆国、オーストラリア、ニュージーランドなどの主要海外市場では公開されなかった。

## 評価

### 興行収入

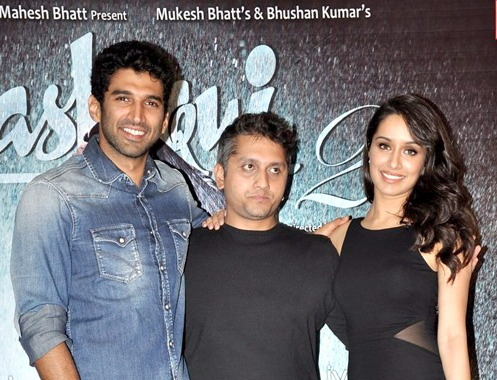
アディティヤ、スーリー、シュラッダー

公開初日には5250万ルピーの収益を上げ、初週末の興行収入は1億7920万ルピーを記録した。公開第1週の興行収入は3億4650万ルピーとなり、公開第2週には興行収入4億7000万ルピーを記録した。公開第3週の興行収入は6億3500万ルピーとなり、2013年公開映画の第3週興行収入の最高額を記録した。公開第4週の興行収入は7億1000万ルピーとなった。Box Office Indiaは3週間の興行記録から、『愛するがゆえに』をスーパーヒット作と宣言し、5月20日には当時のボリウッド映画の興行収入ランキング第2位、ヴィシェシュ・フィルムズ製作作品で最も高い興行収入を記録した。公開第5週には5750万ルピーの収益を上げ、公開第6週の合計興行収入は7億8000万ルピーを記録した。
海外市場ではアラブ首長国連邦とパキスタンのみ公開され、公開初週末の興行収入は15万ドルを記録した。最終的な映画の合計興行収入は約10億9000万ルピーとなった。

### 受賞・ノミネート
| 映画賞                       | 部門                       | 対象 | 結果       | 出典          |
| ---------------------------- | -------------------------- | --- | ---------- | ------------- |
| フィルムフェア賞             | 音楽監督賞                 | アンキット・ティワーリー、ミトゥーン、ジート・ガングリ                                                                 | 受賞       | [ 42 ] [ 43 ] |
| フィルムフェア賞             | 男性プレイバックシンガー賞 | アリジット・シン（「Tum Hi Ho」）                                                                                      | 受賞       | [ 42 ] [ 43 ] |
| フィルムフェア賞             | 主演女優賞                 | シュラッダー・カプール                                                                                                 | ノミネート | [ 42 ] [ 43 ] |
| フィルムフェア賞             | 女性プレイバックシンガー賞 | シュレヤ・ゴシャル（「Sunn Raha Hai」）                                                                                | ノミネート | [ 42 ] [ 43 ] |
| 国際インド映画アカデミー賞   | 音楽監督賞                 | アンキット・ティワーリー、ミトゥーン、ジート・ガングリ                                                                 | 受賞       | [ 44 ] [ 45 ] |
| 国際インド映画アカデミー賞   | 作詞賞                     | ミトゥーン（「Tum Hi Ho」）                                                                                            | 受賞       | [ 44 ] [ 45 ] |
| 国際インド映画アカデミー賞   | 男性プレイバックシンガー賞 | アリジット・シン（「Tum Hi Ho」）                                                                                      | 受賞       | [ 44 ] [ 45 ] |
| 国際インド映画アカデミー賞   | 男性プレイバックシンガー賞 | アンキット・ティワーリー（「Sunn Raha Hai」）                                                                          | ノミネート | [ 44 ] [ 45 ] |
| 国際インド映画アカデミー賞   | 女性プレイバックシンガー賞 | シュレヤ・ゴシャル（「Sunn Raha Ha」）                                                                                 | 受賞       | [ 44 ] [ 45 ] |
| 国際インド映画アカデミー賞   | 主演女優賞                 | シュラッダー・カプール                                                                                                 | ノミネート | [ 44 ] [ 45 ] |
| 国際インド映画アカデミー賞   | 作曲賞                     | サンディープ・ナート（「Sunn Raha Hai」）                                                                              | ノミネート | [ 44 ] [ 45 ] |
| スター・スクリーン・アワード | 男性プレイバックシンガー賞 | アリジット・シン（「Tum Hi Ho」）                                                                                      | 受賞       | [ 46 ] [ 47 ] |
| スター・スクリーン・アワード | 女性プレイバックシンガー賞 | シュレヤ・ゴシャル（「Sunn Raha Ha」）                                                                                 | 受賞       | [ 46 ] [ 47 ] |
| スター・スクリーン・アワード | ジョディNo.1               | アディティヤ・ロイ・カプール、シュラッダー・カプール                                                                   | 受賞       | [ 46 ] [ 47 ] |
| スター・スクリーン・アワード | 音楽監督賞                 | アンキット・ティワーリー、ミトゥーン、ジート・ガングリ                                                                 | ノミネート | [ 46 ] [ 47 ] |
| スター・スクリーン・アワード | 主演女優賞                 | シュラッダー・カプール                                                                                                 | ノミネート | [ 46 ] [ 47 ] |
| スター・スクリーン・アワード | 主演男優賞（観客賞）       | アディティヤ・ロイ・カプール                                                                                           | ノミネート | [ 46 ] [ 47 ] |
| スター・スクリーン・アワード | 主演女優賞（観客賞）       | シュラッダー・カプール                                                                                                 | ノミネート | [ 46 ] [ 47 ] |
| 第6回ミルチ音楽賞            | 歌曲賞                     | 「Tum Hi Ho」 | 受賞       | [ 48 ]        |
| 第6回ミルチ音楽賞            | アルバム賞                 | アンキット・ティワーリー、ミトゥーン、ジート・ガングリ、サンディープ・ナス、イルシャード・カミル、サンジャイ・マスーム | 受賞       | [ 48 ]        |
| 第6回ミルチ音楽賞            | 男性歌手賞                 | アリジット・シン（「Tum Hi Ho」）                                                                                      | 受賞       | [ 48 ]        |
| 第6回ミルチ音楽賞            | 作曲家賞                   | ミトゥーン（「Tum Hi Ho」）                                                                                            | 受賞       | [ 48 ]        |
| 第6回ミルチ音楽賞            | 有望男性歌手賞             | アンキット・ティワーリー（「Sunn Raha Hai」）                                                                          | 受賞       | [ 48 ]        |
| 第6回ミルチ音楽賞            | 有望作曲家賞               | アンキット・ティワーリー（「Sunn Raha Hai」）                                                                          | 受賞       | [ 48 ]        |
| 第6回ミルチ音楽賞            | リスナー選出歌曲賞         | 「Sunn Raha Hai」 | 受賞       | [ 48 ]        |
| 第6回ミルチ音楽賞            | リスナー選出アルバム賞     | アンキット・ティワーリー、ミトゥーン、ジート・ガングリ、サンディープ・ナス、イルシャード・カミル、サンジャイ・マスーム | 受賞       | [ 48 ]        |